# Ōmu
Ōmu (japanska: 雄武町?, Ōmu-chō) är en landskommun (köping) i Hokkaido prefektur i Japan. 